# تشريع إبيسكوبي

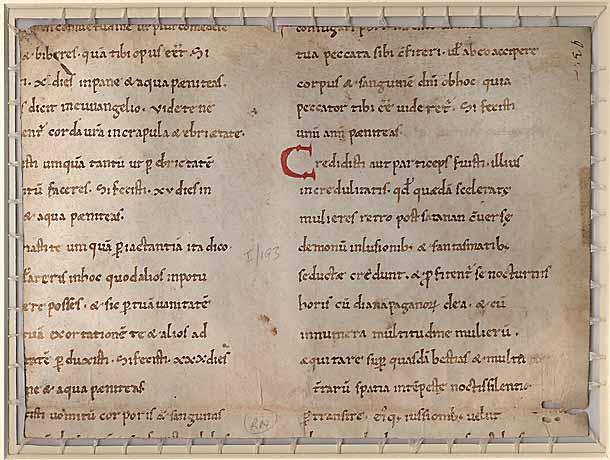

'شريعة إبيسكوبي هو اسم يطلق على وثيقة وجدت ضمن القانون الكنسي القروسطي، يرجح أنها تعود إلى بداية القرن العاشر الميلادي، سجلت بواسطة ريجينو بروم، وضمنت في مرسوم جراسيانو عام 1140م.
تعد مصدر مهم للاعتقاد الشعبي والعادات الوثنية التي بقيت حية في فرانسيا عشية تشكيل الإمبراطورية الرومانية   المقدسة. المعتقادات التي وصفت في الوثيقة تعكس بقايا المعتقدات السابقة للمسيحية بحوالي قرن واحد من تنصر الإمبراطورية الكارولنجية. استنكر التشريع الاعتقاد بالشعوذة وهو ما احتج به معارضو محاكمات السحرة خلال القرن السادس عشر الميلادي.